# Мауден
Мауден (нім. Mauden) — громада в Німеччині, розташована в землі Рейнланд-Пфальц. Входить до складу району Альтенкірхен. Складова частина об'єднання громад Гердорф-Дааден.
Площа — 1,74 км2. Населення становить 110 ос. (станом на 31 грудня 2020).